# Leonid Iwanow
Leonid Grigorjewicz Iwanow, ros. Леонид Григорьевич Иванов (ur. 25 lipca 1921 w Piotrogradzie, zm. 14 września 1990 w Leningradzie) – rosyjski piłkarz, grający na pozycji bramkarza, reprezentant ZSRR, trener piłkarski.

## Kariera piłkarska

### Kariera klubowa
W 1936 roku zaczął grać w zespole młodzieżowym zakładu Elektrik w rodzimym Leningradzie. W 1939 rozpoczął zawodową karierę w klubie Staliniec Leningrad, który w następnym roku zmienił nazwę na Zenit Leningrad. W czasie II wojny światowej latem 1942 roku został ewakuowany razem z zakładem optycznym do Kazania, w którym pracował 12-14 godzin dziennie. Po zakończeniu wojny powrócił do gry w składzie Zenitu. Często był zapraszany do innych radzieckich zespołów podczas ich towarzyskich meczów międzynarodowych, m.in. Szachtara Donieck w 1951 oraz Spartaka Moskwa.
Pod koniec 1952 zespół CDSA Moskwa został rozwiązany z powodu porażki reprezentacji ZSRR na Igrzyskach Olimpijskich w Helsinkach (większość reprezentacji składała się z piłkarzy CDSA). Jednak gra Leonida Iwanowa na olimpiadzie nie spowodowała żadnych zarzutów, co więcej, po powrocie z Helsinek został odznaczony tytułem Zasłużonego Mistrza Sportu. W 1956 zakończył karierę piłkarską.

### Kariera reprezentacyjna
15 lipca 1952 zadebiutował w reprezentacji Związku Radzieckiego w spotkaniu 1/16 finału Igrzysk Olimpijskich z Bułgarią wygranym 2:1. Ponadto występował w 7 nieoficjalnych meczach reprezentacji.

## Kariera trenerska
Po zakończeniu kariery piłkarskiej spróbował pracować jako szkoleniowiec. W pierwszej połowie 1961 prowadził Onieżec Pietrozawodsk. Oprócz tego w latach 1957-1963 z przerwami trenował amatorski zespół Państwowego Optyczno-Mechanicznego Zakładu (GOMZ) w Leningradzie oraz w Szkole Piłkarskiej „Bolszewik”. Potem porzucił pracę szkoleniową i pracował jako taksówkarz. Napisał książkę „W bramce Zenitu”, wydanej w 1976 roku i przedrukowanej w 1987.
Zmarł 14 września 1990 roku w Leningradzie. Został pochowany na Cmentarzu Wołkowskim.

## Sukcesy i odznaczenia

### Sukcesy klubowe
- zdobywca Pucharu ZSRR: 1944

### Sukcesy reprezentacyjne
- uczestnik Igrzysk Olimpijskich: 1952

### Sukcesy indywidualne
- wybrany do listy 33 najlepszych piłkarzy ZSRR: Nr 1 (1950, 1951)

### Odznaczenia
- tytuł Mistrza Sportu ZSRR
- tytuł Zasłużonego Mistrza Sportu ZSRR: 1952
- Order „Znak Honoru”: 1957
- Medal „Za obronę Leningradu”